# Devil May Cry (ТВ серија)
Devil May Cry је анимирана телевизијска серија коју је створио Ади Шанкар за Netflix. Темељи се на истоименој франшизи видео-игара коју је објавио Capcom. Радња прати ловца на демоне по имену Данте, који покушава да осујети инвазију демона.

## Радња
Када тајанствени зликовац запрети да ће отворити врата пакла, ловац на вампире постаје једина шанса за спас човечанства.

## Гласовне улоге
| Глумац               | Улога         |
| -------------------- | ------------- |
| Џони Јонг Бош        | Данте         |
| Скаут Тејлор Комптон | Мери          |
| Хон Ли               | Бели Зец      |
| Крис Копола          | Ензо Ферино   |
| Кевин Конрој         | Вилијам Бајнс |